# Dalmine
Dalmine es una empresa siderúrgica italiana. Fue en su momento dirigida por Agostino Rocca, fundador del grupo empresarial Techint en la Argentina. Hoy en día pertenece a Tenaris, grupo económico originado a partir de Techint.